# 倉吉市立明倫小学校
倉吉市立明倫小学校（くらよししりつ めいりんしょうがっこう）は、鳥取県倉吉市にある公立小学校。

## 沿革
- 1909年（明治42年）4月1日 - 明倫尋常小学校設立認可[1]。
- 1909年（明治42年）4月5日 - 成徳尋常高等小学校校舎を借りて開校。
- 1910年（明治43年）4月1日 - 明倫尋常高等小学校と改称。
- 1910年（明治43年）5月1日 - 新校舎落成。
- 1911年（明治44年）4月7日 - 高等科廃止。
- 1922年（大正11年）4月1日 - 高等科女子部を設置。
- 1941年（昭和16年）4月1日 - 国民学校令により明倫国民学校と改称。
- 1947年（昭和22年）4月1日 - 学制改革により倉吉町立明倫小学校と改称。
- 1953年（昭和28年）10月1日 - 町村合併・市制施行に伴い、倉吉市立明倫小学校と改称。
- 1955年（昭和30年）9月8日 - 円形鉄筋3階校舎竣工。
- 1956年（昭和31年）12月1日 - 皆成学園に分校を設置。
- 1972年（昭和47年）4月1日 - 皆成分校が独立し、倉吉市立養護学校を設立。
- 1976年（昭和51年）7月1日 - 余戸谷町に移転。（旧倉吉西高等学校跡）
- 2009年（平成21年） - 創立100年記念式典。旧校舎である円形校舎にて行われた。

## 通学区域
- 福吉町、福吉町二丁目、旭田町、金森町、瀬崎町、東岩倉町、西岩倉町、越中町、越殿町、広瀬町、鍛冶町一丁目・二丁目、河原町、余戸谷町、八幡町、みどり町[2]

## 進学先中学校
- 倉吉市立西中学校[2]

## 交通アクセス
- JR山陰本線 倉吉駅より約5.4km。
- 日本交通関金線「長谷寺西口」バス停より200m。

## 円形校舎
倉吉市鍛冶町には、1976年まで明倫小学校の校舎として使われていた円形校舎が存在する。これは全国で3番目に建設されたもので、2018年時点で現存するものとしては最も古い円形校舎でもある。
2006年までは公民館や倉吉ふれあい会館として使われていたが、老朽化により取り壊しが検討された際、市民有志が提案したフィギュア博物館『くらよしフィギュアミュージアム』を支援するため運営団体に無償で譲渡された。耐震補強とエレベーターの設置は国の補助金だけでは足りないため、海洋堂と米子ガイナックスの協力を受けたクラウドファンディングにより調達された。2018年にDOCOMOMO JAPAN選定 日本におけるモダン・ムーブメントの建築に認定されている。
2018年4月7日に円形劇場くらよしフィギュアミュージアムとしてリニューアルされた。

### 写真

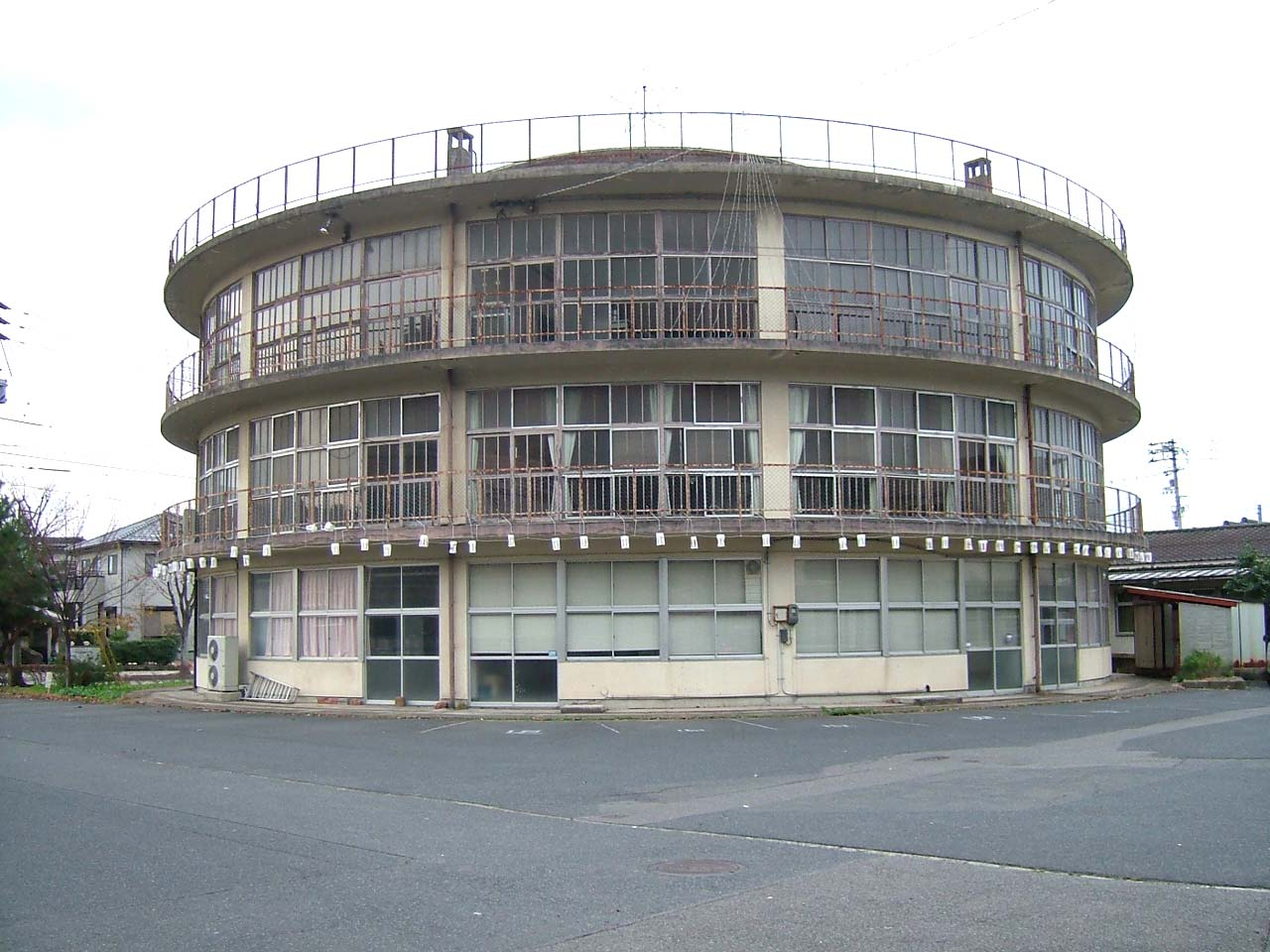
円形校舎
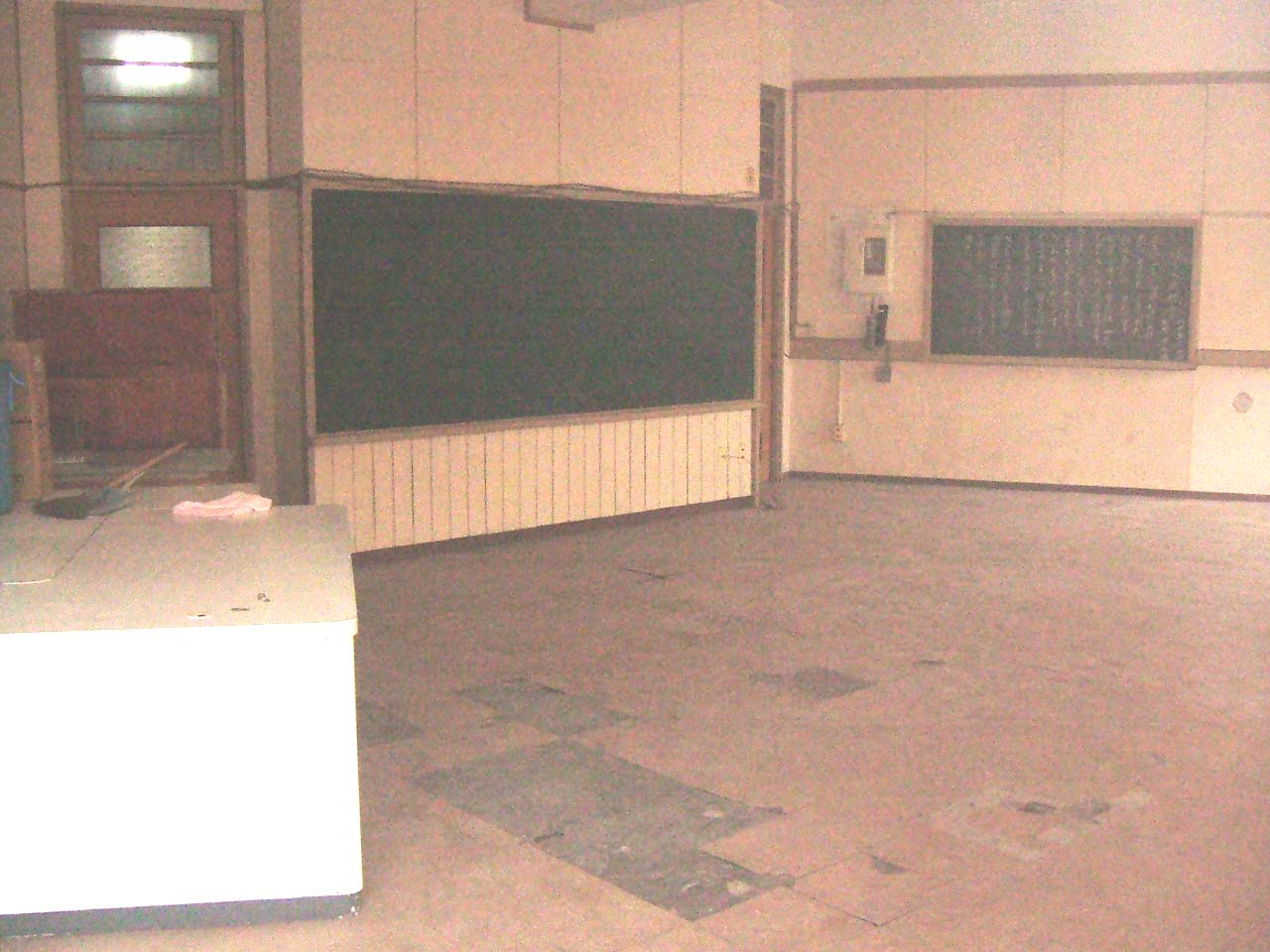
教室、中心部に向かって黒板が設置されている。

### 所在地
- 鳥取県倉吉市鍛冶町一丁目2971番2号。現校舎より北東へ約300ｍ。

## 関係者
- 伊藤宝城（医師・詩人・版画家） - 元校医
- 長谷川富三郎（版画家） - 元教師
- 桂枝雀 (2代目)（落語家） - 疎開中に入学し、1か月だけ在籍した。